# Anton Wolter Grill
Anton Wolter Grill, född 4 november 1779 i Godegårds församling, Östergötlands län, död 25 oktober 1855 i Linköpings församling, Östergötlands län, var en svensk brukspatron.

## Biografi
Anton Wolter Grill föddes 1779 på Godegårds bruk i Godegårds socken. Han var son till brukspatronen Jean Abraham Grill i Godegård och Ulrica Lovisa Lüning. Grill blev student vid Uppsala universitet och senare handelskontorist i Norrköping. Därefter blev han förvaltare på Godegårds bruk, från 1804 till 1814 på Mariaedamm och därefter till 1824 på Godegårds bruk. Grill avled 1855 i Linköping av kolera och begravdes på Linköpings kyrkogård, där en minnesvård restes över honom.
Grill var från 1851 till 1855 kassör i Östergötlands läns hushållningssällskap.